# Ghiaccio XVI

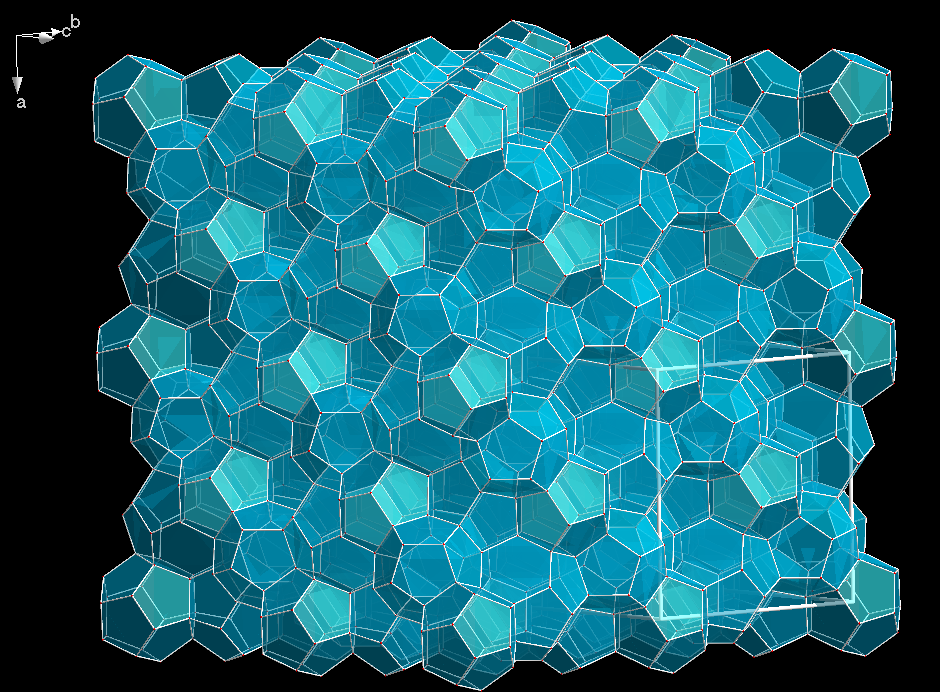
Ghiaccio XVI. I bordi bianchi indicano la cella elementare (~17 Å).

Il ghiaccio XVI è la forma cristallina meno densa (0,81 g/cm³) di ghiaccio ottenuta in laboratorio. È topologicamente equivalente alla struttura vuota sII dei clatrati idrati. È stato ottenuto per la prima volta nel 2014 rimuovendo le molecole di gas da un clatrato di neon sotto vuoto ad una temperatura inferiore a 147 K. La gabbia d'acqua risultante, il ghiaccio XVI, è termodinamicamente instabile nelle condizioni dell'esperimento ma può essere conservato a temperature criogeniche. A temperature sopra i 145–147 K a pressioni positiveil ghiaccio XVI si trasforma nella variante metastabile Ic e successivamente nella variante ordinariaIh. Studi teorici prevedono che il ghiaccio XVI sia termodinamicamente stabile a pressioni negative (cioè sotto tensione).

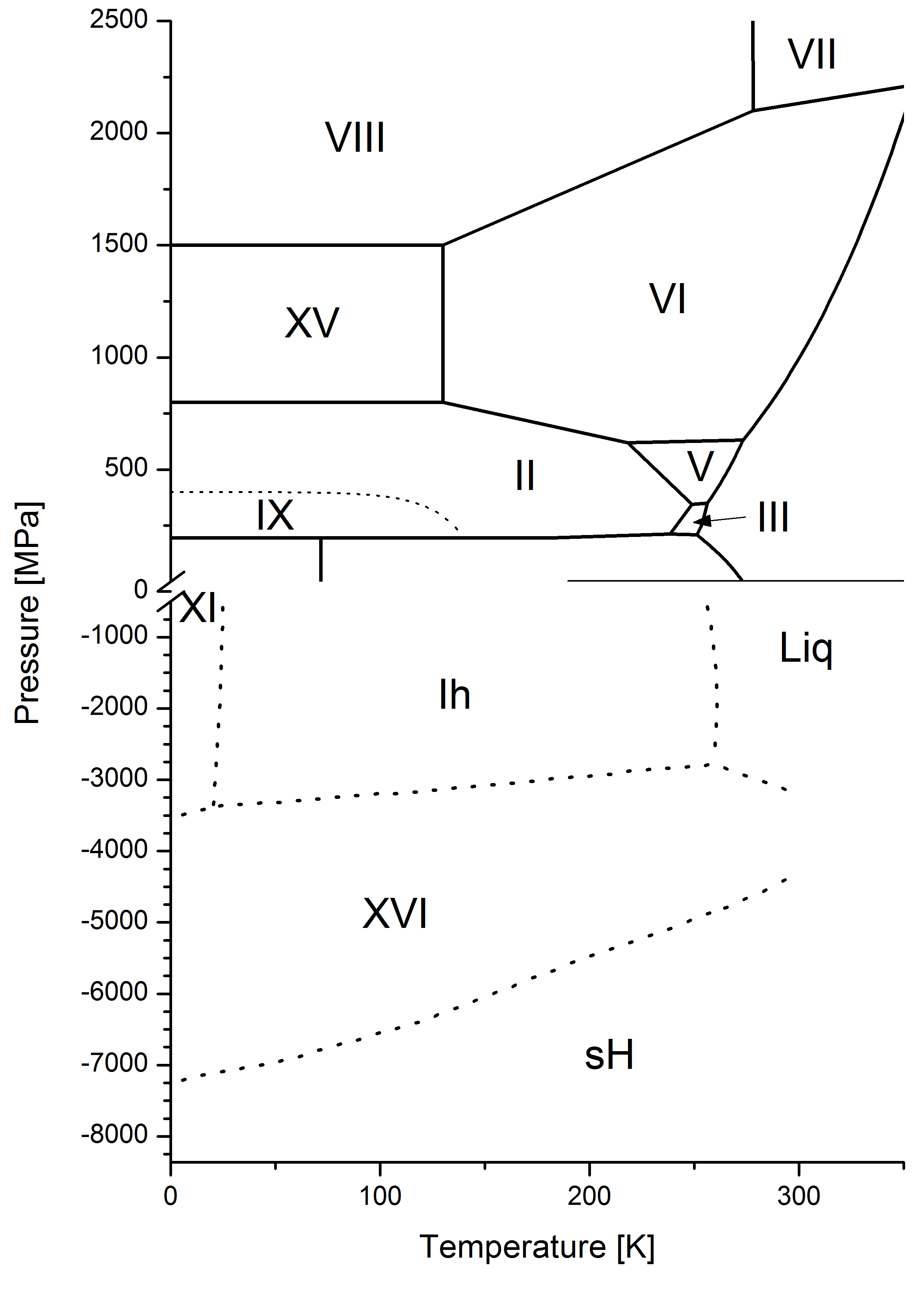
Diagramma di fase dell'acqua esteso a pressioni negative calcolato con il modello TIP4P/2005.